# 閉所恐怖症
閉所恐怖症（へいしょきょうふしょう、英語: Claustrophobia）は、恐怖症の一種。閉ざされた狭い空間・場所にいることに極度の恐怖を感じる症状のことである。
狭い空間・場所に対して過敏な反応を見せる恐怖症は他にも存在する。これらの症状は混同されがちだが、閉所恐怖症の場合「閉塞感」によって引き起こされることが多い。
治療法については、「閉所恐怖症#治療」を参照。

## 症例
- 病院に精密検査を受けるために訪れた患者が、全身を覆うMRIに恐怖を感じてMRI検査を拒否する例、あるいは検査を試みるも中断せざるを得なくなる例はしばしばみられる[1][2]。プロスポーツ選手でもこの症状を訴える者は存在し、詳細な診断・治療の妨げとなることもある[3]。閉所恐怖症を抱える人々にできるだけ圧迫感を与えない、開放型MRIも開発されている。

## 治療
治療法としては、認知行動療法と系統的脱感作法の併用が有効であった事例がある。認知行動療法を通して認知面へのアプローチをあらかじめ行っておくことにより、系統的脱感作法をスムーズに導入することができる。
系統的脱感作法では、リラクゼーションの技法を身につけるためのサポートと並行して、比較的弱い不安を感じる空間・場所から、強い不安を感じる空間・場所まで、段階的に身を置くこと（エクスポージャー）を支援する。そして、「そのような空間・場所に身を置いても何も危険なことは起こらず、今まで避けていた空間・場所は安全なところだった」「そのような空間・場所に身を置いていても、時間が経過するとともに、徐々に不安感が減少していく」ということに気づけるようサポートする。